# Guerra total

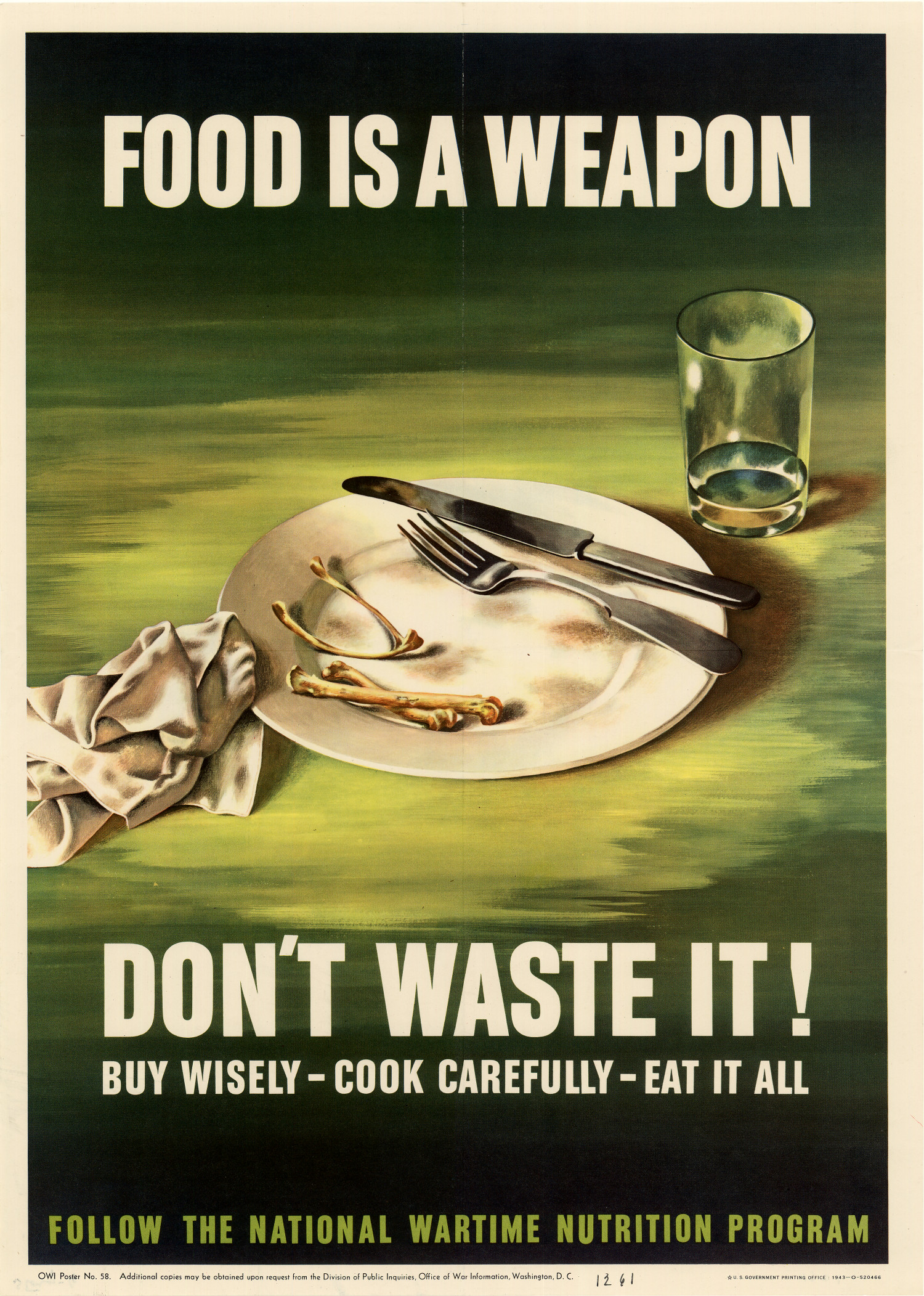
Un póster estadounidense diseñado durante la Segunda Guerra Mundial. Traducción: «La comida es un arma. ¡No la derroche! Compre con prudencia. Cocine con cuidado. Cómasela toda».

La guerra total es un término del siglo XX que describe a una guerra en la que los países o las naciones movilizan y fuerzan hasta el límite todos sus recursos disponibles, ya sean humanos, militares, industriales, agrícolas, naturales, tecnológicos, científicos, o de cualquier otro tipo, para destruir totalmente la capacidad de otro país o nación de entablar una guerra. La práctica de la guerra total se ha utilizado durante siglos, pero no fue hasta mediados del siglo XIX que se reconoció como una forma distinta de hacer la guerra.

## Desarrollo del concepto de guerra total
El concepto de guerra total se suele atribuir a Carl von Clausewitz, pero en realidad Clausewitz estaba interesado en el concepto filosófico relacionado de guerra absoluta, una guerra libre de cualquier restricción política, algo que Clausewitz consideraba imposible. Los dos términos, guerra absoluta y guerra total, suelen confundirse. Christopher Bassford, profesor de estrategia en la Escuela Nacional de Guerra, describe la diferencia así: «También es importante tener en cuenta que el concepto de Clausewitz de guerra absoluta es bastante distinto del posterior concepto de “guerra total”. La guerra total fue una prescripción de la forma de hacer guerra tipificada por las ideas del general Erich Ludendorff, que tomó el control del esfuerzo bélico alemán durante la Primera Guerra Mundial. En este sentido, la guerra total suponía la completa subordinación de la política a la guerra —una idea que Clausewitz rechazaba tajantemente— y la asunción de que la victoria total o la derrota total eran las únicas opciones. La guerra total no implicaba la suspensión de los efectos del tiempo y el espacio, como lo hacía el concepto de guerra absoluta de Clausewitz».
Goebbels convenció a Hitler de llegar a esos extremos. En 1943, en un discurso en el Palacio de los Deportes de Berlín, dijo: «Os pregunto: ¿Queréis una guerra total? Y si fuera necesario, ¿queréis una guerra aún más total y radical que cualquier cosa que podamos imaginar hoy en día?».

## Historia

### La Edad Media
Escrito por académicos de la Eastern Michigan University, el libro de texto Cengage Advantage Books: World History afirma que aunque la guerra total "se asocia tradicionalmente con las dos guerras mundiales del siglo XX... parece que los casos de guerra total son anteriores al siglo XX". Escriben:

Como nación agresora, los antiguos mongoles, no menos que la moderna Alemania nazi, practicaban la guerra total contra un enemigo organizando todos los recursos disponibles, incluyendo personal militar, trabajadores no combatientes, inteligencia militar, transporte, dinero, y provisiones.

### SiglosXVIIIyXIX

#### América del Norte
La expedición de Sullivan de 1779 fue un ejemplo de guerra total. Mientras las fuerzas de los nativos americanos y de los lealistas masacraban a los granjeros americanos, mataban al ganado y quemaban edificios en zonas fronterizas remotas, el general George Washington envió al general John Sullivan con 4000 soldados para buscar "la destrucción y devastación total de sus asentamientos" en el norte del estado de Nueva York. Sólo hubo una pequeña batalla, ya que la expedición devastó "14 pueblos y la mayoría de las florecientes cosechas de maíz".  Los nativos americanos escaparon a Canadá, donde los británicos los alimentaron; permanecieron allí después de la guerra.
La marcha de Sherman hacia el mar en la guerra civil estadounidense – desde el 15 de noviembre de 1864 hasta el 21 de diciembre de 1864 – se considera un ejemplo de guerra total, para la que Sherman utilizó el término guerra dura ("hard war").

#### Europa
En su libro, The First Total War: Napoleon's Europe and the Birth of Warfare as We Know it, David A Bell, profesor de Historia de Francia en la Universidad de Princeton sostiene que las Guerras Revolucionarias Francesas introdujeron en la Europa continental algunos de los primeros conceptos de guerra total, como el reclutamiento masivo. Afirma que la nueva república se vio amenazada por una poderosa coalición de naciones europeas y utilizó todos los recursos de la nación en un esfuerzo bélico sin precedentes que incluyó la levée en masse. (reclutamiento masivo). Para el 23 de agosto de 1793, las fuerzas del frente francés ascendían a unos 800 000 efectivos, con un total de 1,5 millones en todos los servicios; era la primera vez que se movilizaba un ejército de más de un millón en la historia occidental:

Desde este momento y hasta que sus enemigos hayan sido expulsados del suelo de la República, todos los franceses son requeridos permanentemente para los servicios de los ejércitos. Los jóvenes lucharán; los hombres casados forjarán armas y transporte de provisiones; las mujeres fabricarán tiendas y ropas y servirán en los hospitales; los niños convertirán las pelusas viejas en lino; los ancianos se dedicarán a las plazas públicas para despertar el valor de los guerreros y predicar el odio a los reyes y la unidad de la República.

.

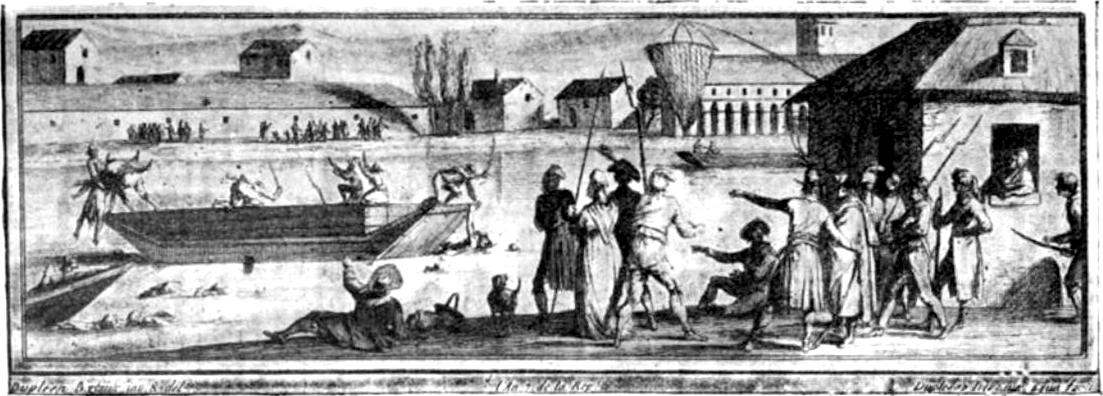
Los ahogados en la Savenay durante la Guerra de la Vendée, 1793

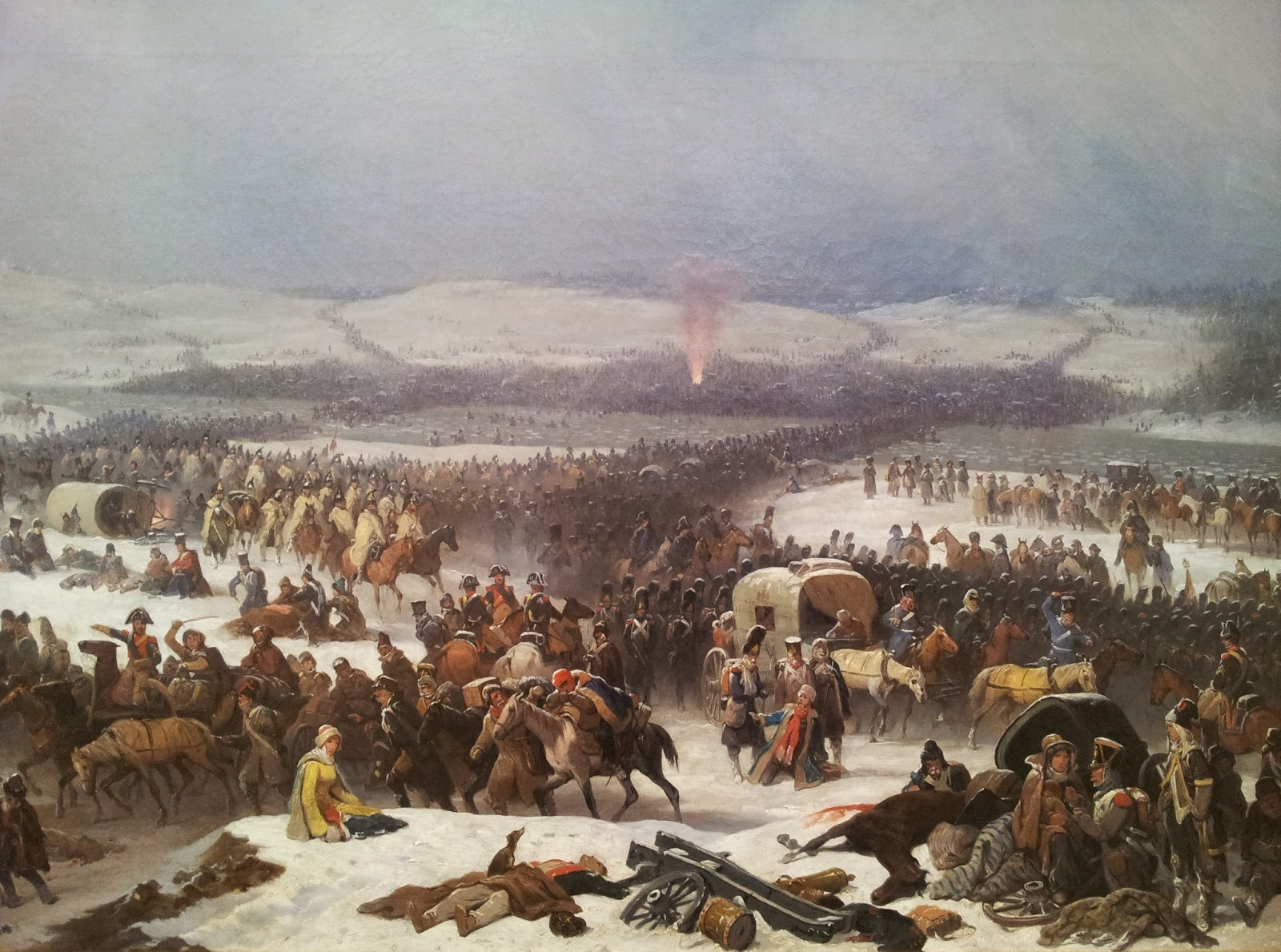
La retirada de Napoleón de Rusia en 1812. La Grande Armée de Napoleón había perdido cerca de medio millón de hombres

Durante la campaña rusa de 1812 los rusos se replegaron mientras destruían las infraestructuras y la agricultura para obstaculizar eficazmente a los franceses y despojarlos de los suministros adecuados. En la campaña de 1813, las fuerzas aliadas, sólo en el teatro de operaciones alemán, ascendieron a casi un millón, mientras que dos años más tarde, en los Cien Días, un decreto francés exigía la movilización total de unos 2,5 millones de hombres (aunque a lo sumo una quinta parte de ellos fue gestionada en el momento de la derrota francesa en Waterloo). Durante la prolongada Guerra Peninsular de 1808 a 1814 unos 300 000 soldados franceses fueron mantenidos permanentemente ocupados por, además de varios cientos de miles de regulares españoles, portugueses y británicos, una enorme y sostenida insurgencia guerrillera -en definitiva, las muertes francesas ascenderían a 300 000 sólo en la Guerra Peninsular.

### SigloXX

#### Primera Guerra Mundial

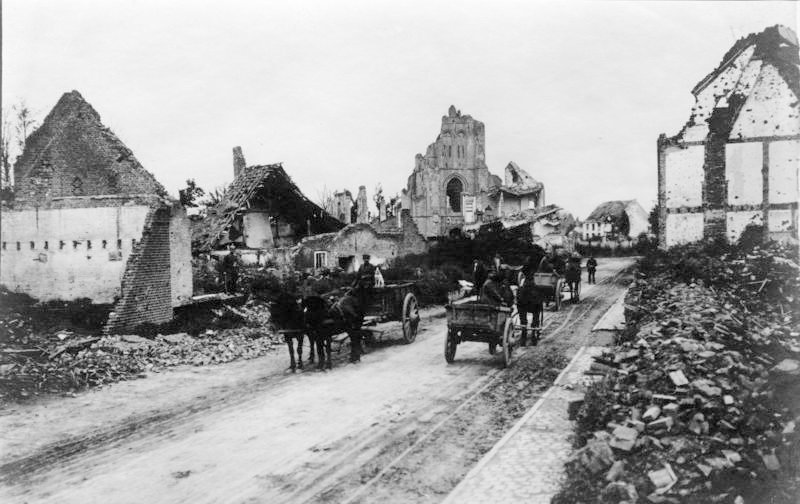
Daños y destrucción de edificios civiles en Bélgica, 1914

##### Propaganda
Una de las características de la guerra total en Gran Bretaña fue el uso de carteles de propaganda del gobierno para desviar toda la atención de la guerra en el frente interno. Los carteles se utilizaron para influir en la opinión pública sobre qué comer y qué ocupaciones tomar, y para cambiar la actitud de apoyo hacia el esfuerzo de guerra. Incluso el Music Hall se utilizó como propaganda, con canciones propagandísticas destinadas al reclutamiento.
Tras el fracaso de la Batalla de Neuve Chapelle, la gran ofensiva británica de marzo de 1915, el comandante en jefe británico Mariscal de Campo John French culpó de la falta de progreso a la insuficiencia y mala calidad de los proyectiles de artillería. Esto condujo a la Crisis de los proyectiles de 1915, que hizo caer tanto al gobierno del Liberal como al primer ministro del Reino Unido de H. H. Asquith. Formó un nuevo gobierno de coalición dominado por los liberales y nombró a David Lloyd George como Ministro de Municiones. Fue un reconocimiento de que toda la economía tendría que estar orientada a la guerra si los Aliados querían imponerse en el Frente Occidental.
Carl Schmitt, partidario de la Alemania nazi, escribió que la guerra total significaba "política total": políticas internas autoritarias que imponían el control directo de la prensa y la economía. En opinión de Schmitt, el Estado total, que dirige plenamente la movilización de todos los recursos sociales y económicos a la guerra, es el antecedente de la guerra total. Los estudiosos consideran que el germen de este concepto de Estado total ya existía en el Estado alemán de la Primera Guerra Mundial, que ejercía el control total de la prensa y de otros aspectos de la vida económica y social, tal y como se exponía en la declaración de la ideología del Estado conocida como "Ideas de 1914".

##### Racionamiento
A medida que los jóvenes abandonaban las granjas para ir al frente, la producción doméstica de alimentos en Gran Bretaña y Alemania disminuyó. En Gran Bretaña, la respuesta fue importar más alimentos, lo que se hizo a pesar de la introducción alemana de la guerra submarina sin restricciones, e introducir el racionamiento. El bloqueo de los puertos alemanes impidió a Alemania importar alimentos y aceleró la capitulación alemana al crear una crisis alimentaria en Alemania.
Casi toda Europa y algunos de los imperios coloniales europeos movilizaron soldados. El racionamiento se produjo en los frentes internos. Bulgaria llegó a movilizar a una cuarta parte de su población, es decir, a 800 000 personas, una proporción de su población mayor que la de cualquier otro país durante la guerra.

#### Segunda Guerra Mundial
La Segunda Guerra Mundial fue la guerra total por excelencia de la modernidad. El nivel de movilización nacional de recursos en todos los bandos del conflicto, el espacio de batalla que se disputaba, la escala de los ejércitos, la marina y la fuerza aérea levantada a través de la conscripción, el ataque activo a los no combatientes (y a los bienes de los no combatientes), la indiferencia general por los daños colaterales y los objetivos ilimitados de los beligerantes marcaron la guerra total a una escala multicontinental sin precedentes e insuperable.

##### Shōwa Japón

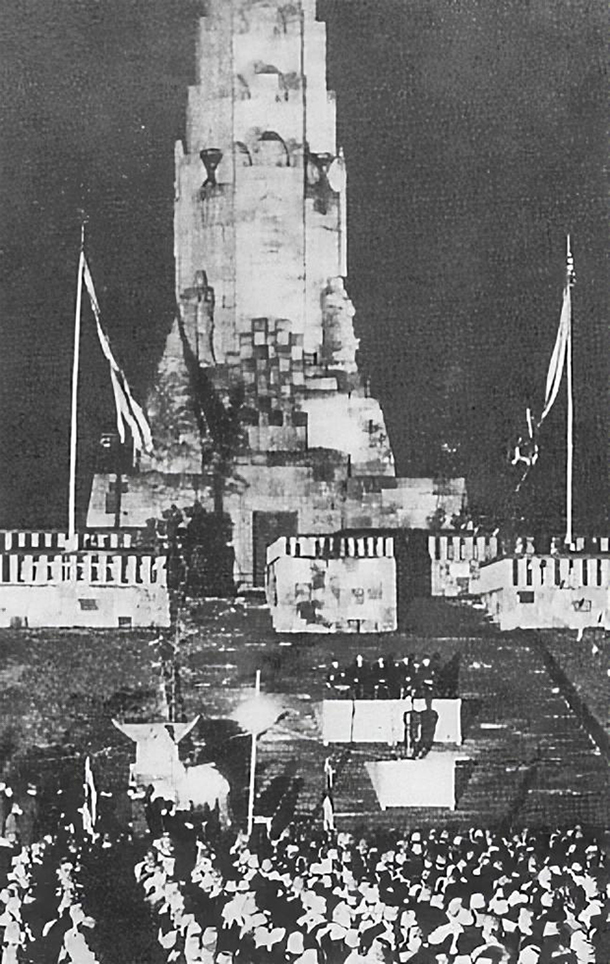
Ceremonia de fundación del Hakkō ichiu Monumento, que promueve la unificación de "los 8 rincones del mundo bajo un mismo techo"

Durante la primera parte de la era Shōwa, el gobierno del Japón Imperial puso en marcha una serie de políticas para promover un esfuerzo bélico total contra China y potencias occidentales y aumentar la producción industrial. Entre ellas estaban el Movimiento de Movilización Espiritual Nacional y la Asociación de Ayuda al Gobierno Imperial.
La Ley de Movilización General del Estado tenía cincuenta cláusulas, que preveían el control del gobierno sobre las organizaciones civiles (incluidos los sindicatos), la nacionalización de las industrias estratégicas, el control de precios y el racionamiento, y nacionalizaban los medios de comunicación. Las leyes otorgaban al gobierno la autoridad de utilizar presupuestos ilimitados para subvencionar la producción bélica y compensar a los fabricantes por las pérdidas causadas por la movilización en tiempos de guerra. Dieciocho de los cincuenta artículos esbozaban sanciones para los infractores.
Para mejorar su producción, el Japón de Shōwa utilizó millones de mano de obra esclava y presionó a más de 18 millones de personas en Asia Oriental para que realizaran trabajos forzados.

##### Reino Unido
Antes del inicio de la Segunda Guerra Mundial, Gran Bretaña se basó en su experiencia de la Primera Guerra Mundial para preparar una legislación que permitiera la movilización inmediata de la economía para la guerra, en caso de que estallaran futuras hostilidades. Se introdujo el racionamiento de la mayoría de los bienes y servicios, no sólo para los consumidores sino también para los fabricantes. Esto significó que a las fábricas que fabricaban productos irrelevantes para el esfuerzo bélico se les impusieron tareas más adecuadas. Toda la luz artificial fue sometida a un blackouts legal.

... Hay otra diferencia más evidente con respecto a 1914. Todas las naciones en guerra están comprometidas, no sólo los soldados, sino toda la población, hombres, mujeres y niños. Los frentes se ven por todas partes. Las trincheras están cavadas en las ciudades y en las calles. Cada pueblo está fortificado. Todas las carreteras están bloqueadas. La línea del frente atraviesa las fábricas. Los obreros son soldados con diferentes armas pero con el mismo valor".

No sólo se reclutó a los hombres en las fuerzas armadas desde el principio de la guerra (algo que no había ocurrido hasta mediados de la Primera Guerra Mundial), sino que también se reclutó a las mujeres como Land Girls para ayudar a los agricultores y se reclutó a los Bevin Boys para trabajar en las minas de carbón.
Se esperaban enormes bajas en los bombardeos, por lo que se evacuó a los niños de Londres y otras ciudades en masa hacia el campo para el acantonamiento obligatorio en los hogares. A largo plazo, ésta fue una de las consecuencias sociales más profundas y duraderas de toda la guerra para Gran Bretaña. Esto se debe a que mezcló a los niños con los adultos de otras clases. No sólo las clases media y alta se familiarizaron con la miseria urbana que sufrían los niños de clase trabajadora de los barrios bajos, sino que los niños tuvieron la oportunidad de ver animales y el campo, a menudo por primera vez, y experimentar la vida rural.
El uso del análisis estadístico, por parte de una rama de la ciencia que ha llegado a conocerse como Investigación Operativa para influir en las tácticas militares, supuso un cambio con respecto a todo lo que se había intentado anteriormente. Era una herramienta muy poderosa, pero deshumanizaba aún más la guerra, sobre todo cuando sugería estrategias contrarias a la intuición. Entre los ejemplos en los que el análisis estadístico influyó directamente en las tácticas se encuentran el trabajo realizado por el equipo de Patrick Blackett sobre el tamaño y la velocidad óptimos de los convoyes y la introducción de bombarderos por parte de la Real Fuerza Aérea para contrarrestar las defensas de los cazas nocturnos de la Línea Kammhuber.

##### Alemania
En cambio, Alemania comenzó la guerra bajo el concepto de Blitzkrieg. Oficialmente, no aceptó que estaba en una guerra total hasta el discurso del Sportpalast de Joseph Goebbels del 18 de febrero de 1943 – en el que se dijo a la multitud "Totaler Krieg - Kürzester Krieg" ("Guerra total - Guerra más corta".)

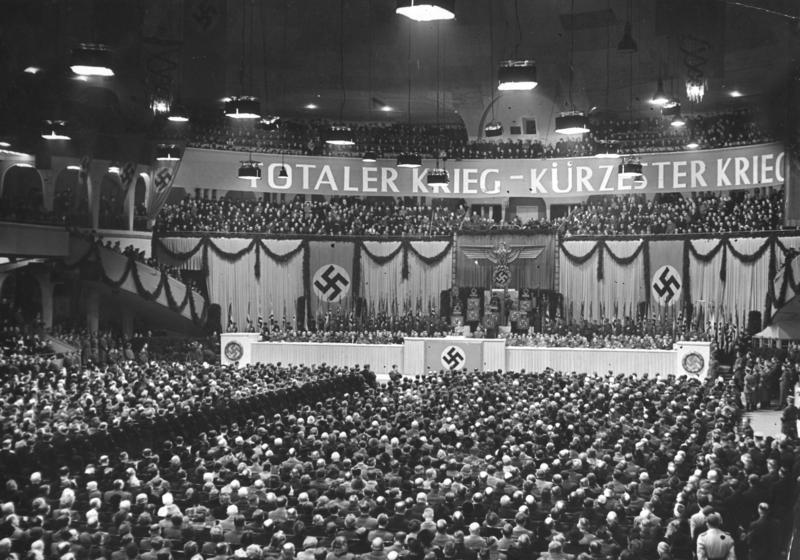
Mitin nazi el 18 de febrero de 1943 en el Berlin Sportpalast; el cartel dice "Totaler Krieg - Kürzester Krieg" ("Guerra total - Guerra más corta")

Goebbels y Hitler habían hablado en marzo de 1942 sobre la idea de Goebbels de poner todo el frente interno en pie de guerra. Hitler pareció aceptar el concepto, pero no tomó ninguna medida. Goebbels contaba con el apoyo del ministro de armamento Albert Speer, del ministro de economía Walther Funk y de Robert Ley, jefe del Frente Obrero Alemán, y presionaron a Hitler en octubre de 1942 para que tomara medidas, pero éste, aunque aparentemente estaba de acuerdo, seguía vacilando. Finalmente, después de las vacaciones de 1942, Hitler envió a su poderoso secretario personal, Martin Bormann, a discutir la cuestión con Goebbels y Hans Lammers, el jefe de la Cancillería del Reich.  Como resultado, Bormann le dijo a Goebbels que siguiera adelante y redactara un borrador del decreto necesario, que se firmaría en enero de 1943.   Hitler firmó el decreto el 13 de enero, casi un año después de que Goebbels discutiera por primera vez el concepto con él. El decreto establecía un comité directivo formado por Bormann, Lammers y el general Wilhelm Keitel para supervisar el esfuerzo, con Goebbels y Speer como asesores; Goebbels esperaba ser uno de los miembros del triunvirato.  Hitler se mantuvo al margen del proyecto, y fueron Goebbels y Hermann Göring quienes pronunciaron el discurso radiofónico de la "guerra total" desde el Sportspalast al mes siguiente, en el décimo aniversario de la La "toma del poder" por los nazis.

Yo les pregunto: ¿Quieren una guerra total? Si es necesario, ¿quieren una guerra más total y radical que cualquier cosa que podamos imaginar hoy en día?

El compromiso con la doctrina de la guerra corta fue una desventaja continua para los alemanes; ni los planes ni el estado de ánimo se ajustaron a la idea de una guerra larga hasta el fracaso de la Operación Barbarroja. Una gran derrota estratégica en la Batalla de Moscú obligó a Speer, como ministro de armamento, a nacionalizar la producción bélica alemana y eliminar las peores ineficiencias.
Bajo la dirección de Speer se triplicó la producción de armamento, que no alcanzó su máximo hasta finales de 1944. Hacer esto durante los daños causados por la creciente ofensiva estratégica de los bombarderos aliados, es una indicación del grado de sub-movilización industrial en los años anteriores. Fue porque la economía alemana durante la mayor parte de la guerra estuvo sustancialmente inframovilizada que fue resistente bajo el ataque aéreo. El consumo civil fue alto durante los primeros años de la guerra y las existencias, tanto en la industria como en posesión de los consumidores, eran elevadas. Esto ayudó a amortiguar la economía de los efectos de los bombardeos.[cita requerida]
Las instalaciones y la maquinaria eran abundantes y se utilizaban de forma incompleta, por lo que era comparativamente fácil sustituir la maquinaria destruida por la que no se utilizaba o se utilizaba parcialmente. La mano de obra extranjera, tanto la esclava como la de los países vecinos que se adhirieron al Pacto Anticomunista con Alemania, se utilizó para aumentar la mano de obra industrial alemana que estaba bajo la presión del reclutamiento en la Wehrmacht. (Fuerzas Armadas).[cita requerida]

##### Unión Soviética

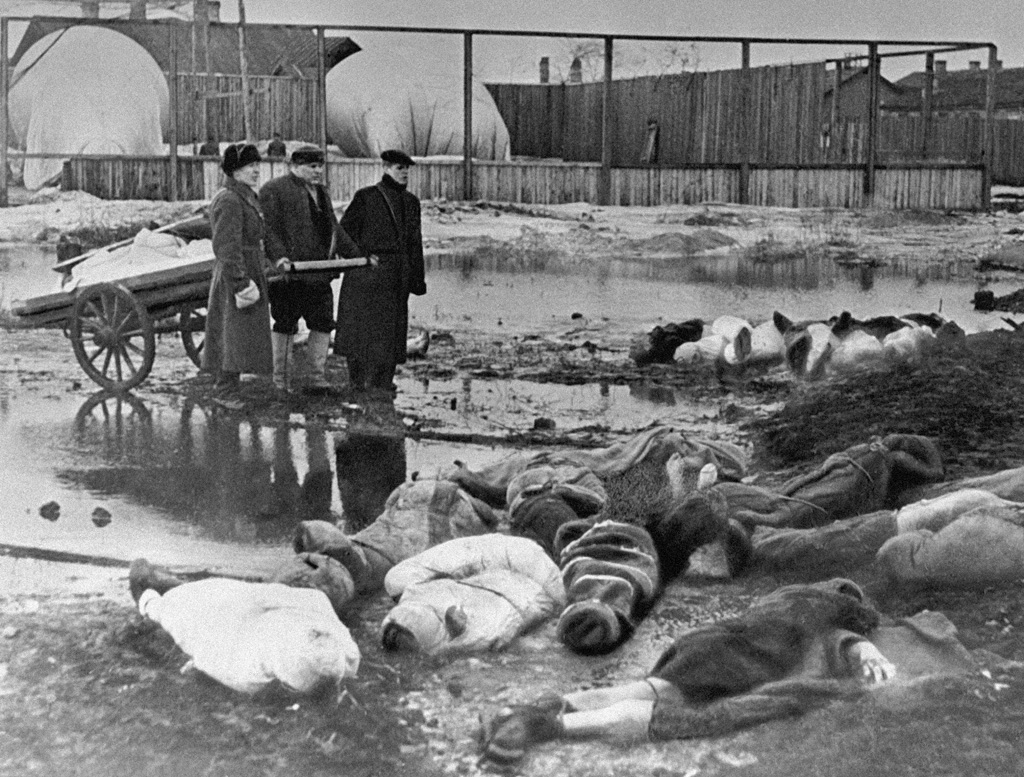
Tres hombres enterrando a las víctimas del sitio de Leningrado, en el que murieron cerca de 1 millón de civiles.

La Unión Soviética (URSS) era una economía de mando que ya contaba con un sistema económico y jurídico que permitía reorientar la economía y la sociedad para luchar en una guerra total. El transporte de fábricas y de toda la mano de obra al este de los Urales mientras los alemanes avanzaban por la URSS en 1941 fue una impresionante hazaña de planificación. Sólo se trasladaron las fábricas que eran útiles para la producción bélica debido al compromiso de guerra total del gobierno soviético.
El Frente Oriental del Teatro Europeo de la Segunda Guerra Mundial abarcó el conflicto en central y Europa oriental desde el 22 de junio de 1941 hasta el 9 de mayo de 1945. Fue el mayor teatro de guerra de la historia en términos de número de soldados, equipos y causas y fue notorio por su ferocidad, destrucción e inmensa pérdida de vidas sin precedentes (véase víctimas de la Segunda Guerra Mundial). En los combates participaron millones de tropas del alemán, húngaro, rumano y soviético a lo largo de un amplio frente de cientos de kilómetros. Fue, con diferencia, el escenario más mortífero de la Segunda Guerra Mundial. Los estudiosos creen ahora que como máximo murieron 27 millones de ciudadanos soviéticos durante la guerra, incluyendo al menos 8,7 millones de soldados que cayeron en batalla contra los ejércitos de Hitler o murieron en campos de POW. Millones de civiles murieron de hambre, exposición, atrocidades y masacres. El Eje perdió más de 5 millones de soldados en el este, así como muchos miles de civiles.
Durante la Batalla de Stalingrado, los tanques T-34 recién construidos fueron conducidos -sin pintar debido a la escasez de pintura- desde la fábrica directamente al frente. Esto llegó a simbolizar el compromiso de la URSS con la Segunda Guerra Mundial y demostró la política de guerra total del gobierno.

##### Estados Unidos
Los Estados Unidos experimentaron una movilización de recursos nacionales sin precedentes para la Segunda Guerra Mundial. Los Estados Unidos no estaban en peligro de sufrir un ataque importante. Pero el sentido nacional después de Pearl Harbor era utilizar todos los recursos de la nación para derrotar a Alemania y Japón. La mayoría de las actividades no esenciales fueron racionadas, prohibidas o restringidas, y la mayoría de los jóvenes solteros aptos fueron reclutados.  Había poca urgencia antes de 1940, cuando el colapso de Francia puso fin a la falsa guerra y reveló las necesidades urgentes. No obstante, el presidente Franklin Roosevelt se esforzó por consolidar la opinión pública antes de actuar. En 1940 se instituyó el primer servicio militar obligatorio en tiempos de paz, junto con los programas de Lend-Lease para ayudar a los británicos, y también se pasó ayuda encubierta a los chinos.
Sin embargo, la opinión pública estadounidense seguía oponiéndose a involucrarse en los problemas de Europa y Asia. En 1941, la Unión Soviética se convirtió en la última nación en ser invadida, y Estados Unidos también le prestó ayuda. Los barcos estadounidenses comenzaron a defender los convoyes de ayuda a las naciones aliadas contra los ataques de los submarinos, y se instituyó un embargo comercial total contra el Imperio de Japón para negar a sus militares las materias primas que sus fábricas y fuerzas militares necesitaban para continuar sus acciones ofensivas en China.
A finales de 1941, el gobierno dominado por el Ejército de Japón decidió apoderarse por la fuerza militar de los recursos estratégicos del sudeste asiático e Indonesia, ya que las potencias occidentales no le darían a Japón estos bienes mediante el comercio. La planificación de esta acción incluyó ataques sorpresa contra las fuerzas estadounidenses y británicas en Hong Kong, Filipinas, Malaya y la base naval y los buques de guerra estadounidenses en Pearl Harbor. En respuesta a estos ataques, el Reino Unido y Estados Unidos declararon la guerra al día siguiente. La Alemania nazi declaró la guerra a Estados Unidos unos días después, junto con la Italia fascista; Estados Unidos se vio involucrado de lleno en una Segunda Guerra Mundial.
Cuando los Estados Unidos empezaron a prepararse para una guerra de gran envergadura, se pusieron en marcha iniciativas de información y propaganda. Se animó a la población civil (incluidos los niños) a participar en campañas de recogida de grasa y chatarra. Muchas fábricas de bienes no esenciales se reequiparon para la producción de guerra. Durante la guerra se alcanzaron niveles de productividad industrial nunca vistos hasta entonces; se construyeron buques convoy de miles de toneladas en un mes y medio, y los tanques salieron de las antiguas fábricas de automóviles. A los pocos años de la entrada de Estados Unidos en la Segunda Guerra Mundial, casi todos los hombres sin hijos aptos para el servicio, de entre 18 y 30 años, fueron reclutados en el ejército "mientras durara" el conflicto, y un número sin precedentes de mujeres ocuparon puestos de trabajo que antes ocupaban ellas. Se introdujeron estrictos sistemas de racionamiento de los productos básicos de consumo para reorientar la capacidad productiva hacia las necesidades de la guerra.
Los sectores de la nación que antes no se veían afectados se movilizaron para el esfuerzo bélico. Los académicos se convirtieron en tecnócratas; las amas de casa se convirtieron en fabricantes de bombas (un gran número de mujeres trabajaron en la industria durante la guerra); los líderes sindicales y los empresarios se convirtieron en comandantes de los enormes ejércitos de producción. Las grandes comunidades científicas de Estados Unidos se movilizaron como nunca antes, y matemáticos, médicos, ingenieros y químicos se volcaron en los problemas que tenían por delante.
Al final de la guerra se habían producido multitud de avances en medicina, física, ingeniería y otras ciencias. Incluso los físicos teóricos trabajaron en el Laboratorio Nacional de Los Álamos en el Proyecto Manhattan que culminó con la prueba nuclear Trinity y cambió el curso de la historia.
En la guerra, Estados Unidos perdió 407 316 militares, pero logró evitar el gran nivel de daños en la infraestructura civil e industrial que sufrieron otros participantes. Estados Unidos se convirtió en una de las dos superpotencias después de la guerra.

##### Rendición incondicional
Tras la entrada de Estados Unidos en la Segunda Guerra Mundial, Franklin D. Roosevelt declaró en la conferencia de Casablanca a los demás aliados y a la prensa que la rendición incondicional era el objetivo de la guerra contra las potencias del Eje de Alemania, Italia y Japón. Antes de esta declaración, los regímenes individuales de las Potencias del Eje podrían haber negociado un armisticio similar al del final de la Primera Guerra Mundial y luego una rendición condicional cuando percibieran que la guerra estaba perdida.
La rendición incondicional de las principales potencias del Eje causó un problema legal en los Juicios de Núremberg de la posguerra, porque los juicios parecían entrar en conflicto con los artículos 63 y 64 de la Convención de Ginebra de 1929. Normalmente, si se celebran estos juicios, lo hacen bajo los auspicios del propio sistema jurídico de la potencia derrotada, como ocurrió con algunas de las potencias menores del Eje, por ejemplo en los Tribunales Populares Rumanos posteriores a la Segunda Guerra Mundial. Para eludir esto, los Aliados argumentaron que los principales criminales de guerra fueron capturados después del final de la guerra, por lo que no eran prisioneros de guerra y los Convenios de Ginebra no los cubrían. Además, el colapso de los regímenes del Eje creó una condición legal de derrota total (debellatio), por lo que las disposiciones de la Convención de La Haya de 1907 sobre ocupación militar no eran aplicables.